# السقف (خيران المحرق)

تعديل مصدري - تعديل

السقف هي إحدى قرى عزلة مسروح بمديرية خيران المحرق التابعة لمحافظة حجة، بلغ تعداد سكانها 363 نسمة حسب تعداد اليمن لعام 2004.